# Harper Hanover
Harper Hanover, född 1932 på Hanover Shoe Farms i Pennsylvania, död 1942 i Sverige, var en amerikansk varmblodig travhäst. Han tävlade mellan 1935 och 1942, och tränades av Oscar Persson, Peder Paul Nielsen, Calle Holmström, Erik Larsson, Wilhelm Billberg och Gunnar Nordin. Han är mest känd för att ha fått stayerloppet Harper Hanovers Lopp uppkallat efter sig.

## Historia
Harper Hanover tävlade mellan 1935 och 1942. Under tävlingskarriären sprang han in 95 714 kronor på 139 starter varav 55 segrar, 30 andraplatser och 19 tredjeplatser. Han tog karriärens största segrar i Åby Stora Pris (1939), Jägersros Poänglöpning (1939) och C.Th. Ericssons Memorial (1939).
Harper Hanover föddes 1932 på Hanover Shoe Farms i Pennsylvania, och förblev ostartad fram till 1935, då han exporterades till Sverige. Då han kom till Sverige hade han en skada på ett framben, men skadan läkte, och han vann sex lopp på elva starter under första tävlingssäsongen som fyraåring. Under den senare delen av 1930-talet var han en av landets bästa travhästar, och hans tuff- och hårdhet som utmärkte honom gav honom namnet ”järnhästen” i folkmun.
1939 blev Harper Hanover den första svensktränade hästen som deltog i det franska storloppet Prix d'Amérique. Han kördes då av den italienske kusken Valentino Capovilla, som segrat i loppet tre gånger tidigare med Uranie, men i loppet hade ekipaget ingen större framgång. Väl i Frankrike startade Harper Hanover sex gånger mellan den 22 januari och 15 februari. Han förblev segerlös i Frankrike, men tjänade 5 000 franc (två andraplatser, och en tredjeplats) under vistelsen.
Harper Hanover dog hastigt av tarmvred vintern 1942.